# Temple Adinath
Le temple d'Adinath ou Ādinātha Mandir - (sa): आदिनाथ मन्दिर - est un temple jaïn situé à Khajurâho dans l'état du Madhya Pradesh, en Inde. 
Il est dédié au Jaïn tirthankara Adinath, l'un des maîtres spirituels de cette religion. Les murs extérieurs comportent toutefois également des représentations de divinités hindoues. 
L'édifice est l'un des 3 temples jaïns qui, avec 3 temples hindouistes, font partie du groupe situé à l'Est du site du patrimoine mondial de l'UNESCO au titre de l'Ensemble monumental de Khajuraho.

## Histoire
Le temple d'Adinath est daté de la fin du XIe siècle. Il a probablement été construit un peu plus tard que le temple de Vamana, peut être en 1027.
Le temple a été classé « Monument d'Importance nationale » par l'ASI.

## Description

### Architecture
Beaucoup plus petit que le Temple de Parshvanatha du même groupe Est, l'extérieur du temple est richement sculpté mais les figurines y sont plus petites.
Le plan et la conception du temple d'Adinath sont semblables à celui de Vamana à quelques différences près. Par exemple, la rangée supérieure de la paroi extérieure du temple d'Adinath représente un vidyãdhara volant, tandis que celle du Vamana montre des décorations en forme de losange. Le shikhara curviligne du temple Adinath est de proportions plus harmonieuses que celle du Vamana. Ceci, combiné avec un style sculptural un peu plus évolué, suggère que le temple d'Adinath a été construit après Vamana.
Ce temple a été considérablement endommagé et réparé. Seules deux parties du temple initial subsistent aujourd'hui : l'antarala et le sanctuaire. La tour est du XIe siècle, mais le porche d'entrée - bien que remarquable par son élégance - a été ajouté beaucoup plus tard, créant une combinaison incongrue.

### Sculpture
Les murs extérieurs du temple comportent trois bandes de sculptures portant des surasundaris (jeunes beautés célestes), des couples de vidyadhara volants, des vyalas (être mythique à tête de lion) et une danseuse avec des musiciens. 
Malgré l'affiliation jaïniste du sanctuaire, les murs extérieurs comportent également des sculptures de divinités hindoues. 

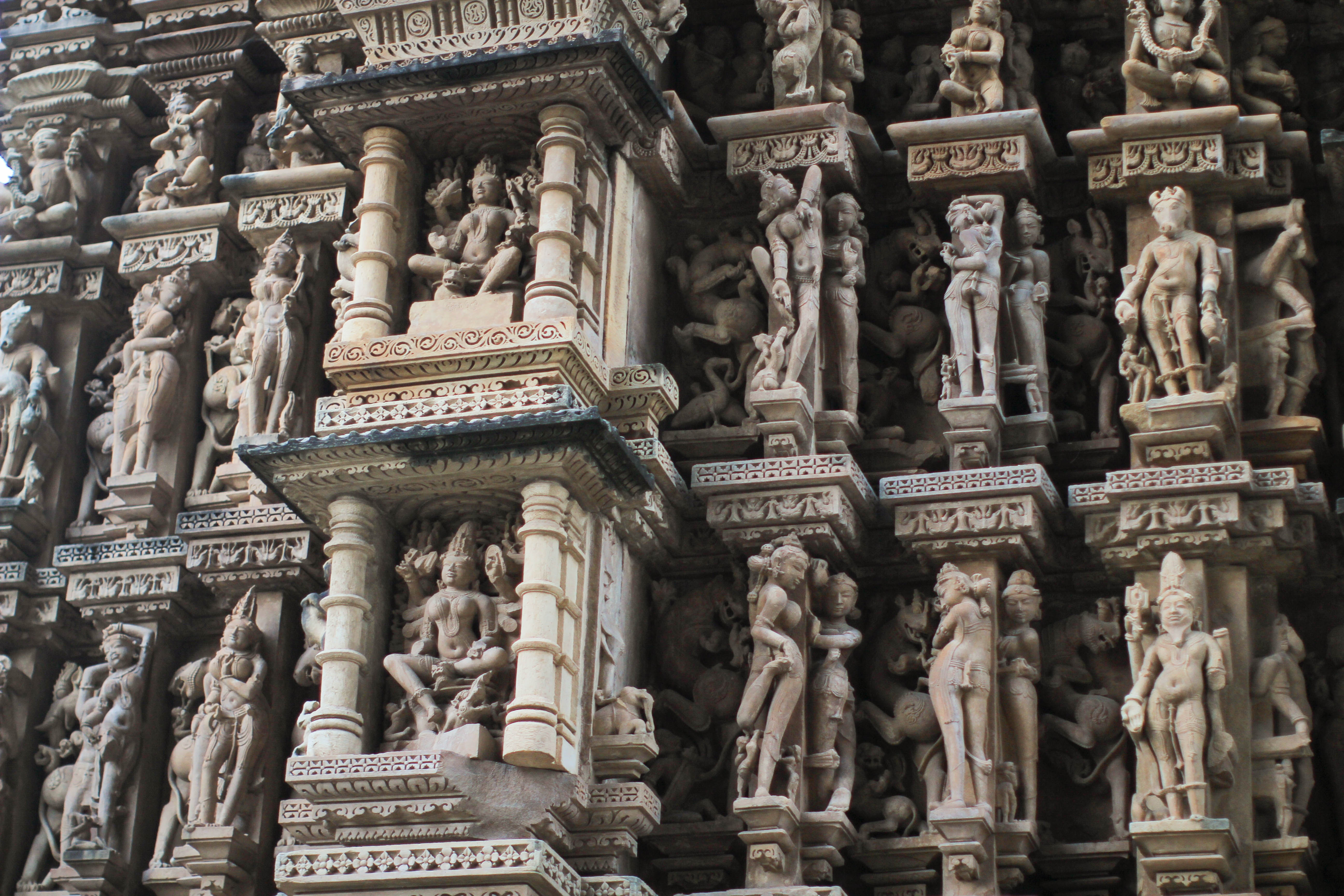
Sculptures du temple Adinath.

Les niches comportent des sculptures des Jains Yakshinis: Ambika, Chakreshvari et Padmavati.
L'une des sculptures montre Adinath avec un ushnisha sur la tête, il porte un dharmachakra avec une statuette de taureau. Le côté droit du siège représente un yaksha avec une tasse et une bourse dans les mains. Le côté gauche figure la fée Chakreshvari assise sur un garuda. Elle a quatre bras; Chacun des deux bras supérieurs tient un chakra.
Une autre sculpture à l'iconographie semblable comporte également un yaksha, un yakshini et un taureau avec un dharmachakra. L'Adinath est montré assis dans la pose de padmasana sur un siège orné de lotus et de diamants.